# Johanne Killi
Pour les articles homonymes, voir Killi.
Johanne Killi, née le 13 octobre 1997 est une skieuse acrobatique norvégienne.

## Palmarès

### Championnats du monde
- Championnats du monde 2023 : 
  -  Médaille de bronze en slopestyle.

### Coupe du monde
- 1 gros globe de cristal :
  - Vainqueur du classement Freeski Park & Pipe en 2023.
- 1 petit globe de cristal :
  - Vainqueur du classement slopestyle en 2023.
- 19 podiums dont 6 victoires.

| Saison / Épreuve | Big air | Slopestyle                      | Total |
| ---------------- | ------- | ------------------------------- | ----- |
| 2016-2017        |         | Québec                          | 1     |
| 2017-2018        |         | Snowmass                        | 1     |
| 2019-2020        | Pékin   |                                 | 1     |
| 2022-2023        |         | Stubaital Laax Mammoth Mountain | 3     |
| Total            | 1       | 5                               | 6     |